# Protective-Put-Strategie
Eine Protective-Put-Strategie ist eine Optionsstrategie und eine Wertsicherungsstrategie, bei welcher man Wertpapiere und Optionen verbindet.

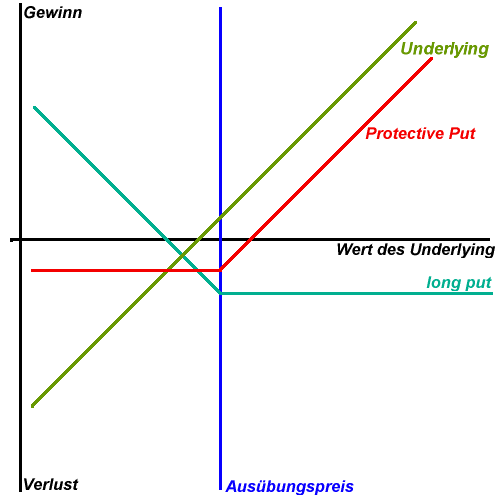
Auszahlungsdiagramm zu einer Protective-Put-Strategie

Bei einer Protective-Put-Strategie erwirbt man den Basiswert (z. B. eine Aktie) und eine Verkaufsoption (auch Put-Option genannt) dazu. Der Sinn ist es, sich mit der Verkaufsoption gegen ein Kursverfallsrisiko abzusichern, zum Beispiel durch Delta-Hedging. Deswegen gilt er als ein wichtiges Mittel zur Umsetzung einer Wertsicherungsstrategie. Vorteil der Protective-Put-Strategie ist, dass der Verlust begrenzt ist.
Zertifikate, die eine spezielle Protective-Put-Strategie implementieren, heißen Garantie-Zertifikate.

## Vergleich mit der gedeckten Kaufoption
Ein ähnliches Konstrukt ist die gedeckte Kaufoption. Der Unterschied zwischen den beiden Strategien ist: Eine Protective-Put-Strategie sichert sich einen Mindestverkaufspreis und zahlt dafür einen Aufschlag. Die gedeckte Kaufoption garantiert einen Höchstverkaufspreis und kassiert dafür einen Abschlag.